# Haubenschloß

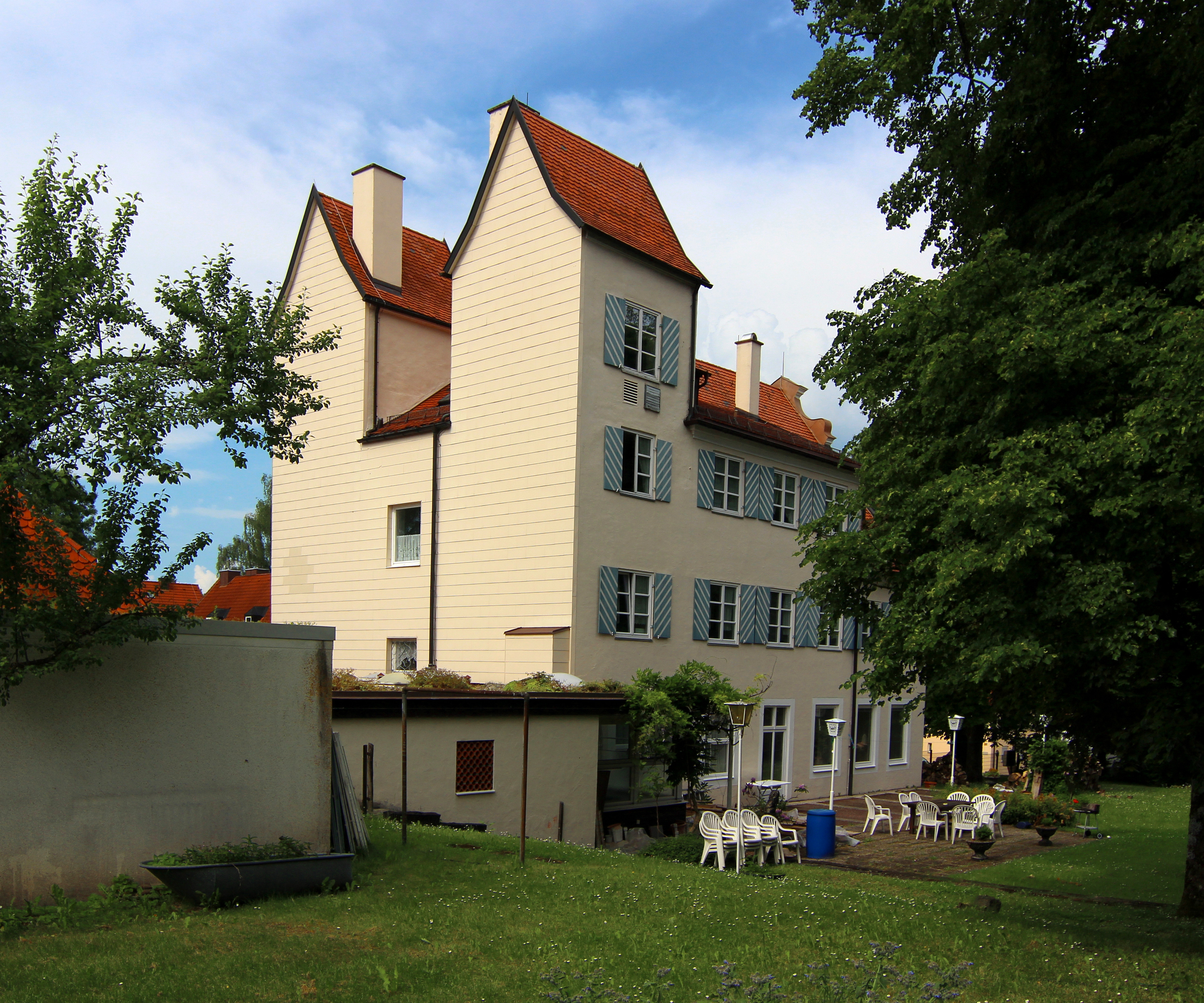
Das Haubenschloß in Kempten

Das Haubenschloß ist ein auf der Grundlage des gotischen Schlösschens Anwanden erbauter, denkmalgeschützter Rechteckbau mit der Anschrift Haubenschloßstraße 37 in Kempten (Allgäu). 

## Beschreibung und Geschichte
Auf der ältesten gedruckten Stadtansicht von Kempten (1569) erscheint Anwanden als eine Burg mit zwei Türmen. Im Jahr 1600 hatte der Kemptener Patrizier Tobias Schmelz mit dem Vorbesitzer, dem Patrizier Matthäus Gufer, über das Gut Anwanden verhandelt. Auf der Grundlage des gotischen Schlösschens Anwanden wurden die Gebäude 1601 und 1632 für Tobias Schmelz wohl großenteils neu erbaut. Archivalisch ist ein Revers des Kemptener Bürgers Tobias Schmelz für Fürstabt Johann Adam Renner von Allmendingen von 1604 überliefert, die Erweiterung des Hofes zu Anwanden betreffend.
Im 18. Jahrhundert war das Schloss im Besitz des Künstlers Hieronymus Hau, nach dem es auch benannt ist (Hau im Volksmund als Haubenschloß). In den Jahren 1716 und 1778 wurde das Haus mit den zwei Doppeltürmchen verändert. Seit 1886 diente das Haubenschloß als Gasthaus und wurde 1949 nach Kriegsschäden des Zweiten Weltkriegs wieder erbaut. Die Doppeltürmchen befinden sich westlich und haben jeweils ein Satteldach. Östlich befindet sich ein steiler Giebel aus dem 18. Jahrhundert mit Voluten. 1918 bis 1955 wohnte in einer der Turmwohnungen die Allgäuer Heimatdichterin Else Eberhard-Schobacher. In der Nähe befindet sich das Allgäu-Gymnasium und die nach dem Haubenschloß benannte Haubenschloßschule.